# Йохан III фон Валдбург-Цайл
Йохан III (II) фон Валдбург-Цайл (на немски: Johann III Truchsess von Waldburg-Zeil und Waldsee; * ок. 1458, Валдзее, Вюртемберг; † 12 октомври 1511) е „трушсес“ на Валдбург-Цайл-Волфег/Валдзее.

## Произход
Той е син на трушсес Георг II фон Валдбург-Цайл († 1482) и съпругата му графиня Анна фон Кирхберг († 1484), дъщеря на граф Конрад VIII фон Кирхберг († 1470) и графиня Анна фон Фюрстенберг-Баар († 1481).

## Фамилия
Йохан III фон Валдбург-Цайл се жени на 20 октомври 1484 г. в Хехинген за графиня Хелена фон Хоенцолерн (* ок. 1462; † 11 ноември 1514), дъщеря на граф Йобст Николаус I фон Хоенцолерн (1433 – 1488) и графиня Агнес фон Верденберг-Хайлигенберг (1434 – 1467). Те имат шест деца:
- Йохан († 1494)
- Елизабет († 23 юли 1503)
- Доротея (Анна) († 30 януари 1513), омъжена на 28 август 1505 г. за фрайхер Йохан фон Кьонигсег-Аулендорф († 3 септември 1544)
- Емеренциана, монахиня в Инцигкофен
- Кристоф (1487 – 1494)
- Георг III (* 25 януари 1488; † 29 май 1531), наследствен трушес на Валдбург-Цайл (1519 – 1531), известен немски военен командир, женен I. на 4 август 1509 г. за графиня Аполония фон Валдбург-Зоненберг-Волфег († пр. 1514), II. 1513 във Валерщайн за графиня Мария фон Йотинген-Флокбург (* 11 април 1498; † 18 август 1555)